# Cornelia Africana
Cornelia Scipionis Africana (született Kr. e. 190 körül – elhunyt Kr. e. 100 körül) Publius Cornelius Scipio Africanusnak, a második pun háború hősének másodszülött lánya volt. Édesanyja Aemilia Paulla. Úgy emlékeznek Corneliára, mint az erényes római nő tökéletes megtestesítőjére.
Cornelia Tiberius Sempronius Gracchus (vagy másként Tiberius Gracchus Major) felesége lett, amikor a férfi már előrehaladott korban volt. A házasság boldognak bizonyult, és 12 gyermekük született, ami rendkívül szokatlan volt a római mértékek szerint. Csak hárman „élték túl” a gyerekkort. Egy lányuk, Sempronia, aki az unokatestvérével, Publius Cornelius Scipio Aemilianusszal házasodott össze. Valamint a híressé vált két fivér: Tiberius Gracchus és Gaius Gracchus, akik szembeszegültek Róma politikai rendszerével, néppárti reformkísérleteik révén.
Férje halála után Cornelia úgy döntött, hogy özvegyként éli tovább az életét. Még VIII. Ptolemaiosz Euergetész király házassági ajánlatát is visszautasította. Gyermekei oktatásának szentelte magát. Nagy műveltséggel rendelkezett, tudott latinul és a görögül, valamint az irodalomban is járatos volt.
Cornelia mindig támogatta fiait, még akkor is, amikor akcióik sértették a konzervatív patricius családokat, amelyekből ők is származtak. A fivérek erőszakos halála után visszavonult Rómából egy villába Misenumban, de továbbra is fogadott vendégeket.
Egy anekdota demonstrálja Cornelia odaadását és csodálatát a fiai iránt. Amikor barátnői kifogásolták Cornelia ruháit és díszeit, amelyek több mint egyszerűek voltak, és kevesebbet mutattak, mint az szokásos volt egy gazdag római nőnél az ő rangjában és társadalmi helyzetében, Cornelia a két fiára mutatott, és azt mondta, "Ők az én ékszereim."
Ma egy óriási szobor található Ohio Szövetségi Állam Parlamentjének terén Columbusban. "Ők az én ékszereim" ("These are my jewels") néven ismeretes, amely erre a történetre utal. Cornelia alakja emelkedik ki – megtestesítve Ohio államát –, karjait kiterjeszti, és lábainál sorakoznak fel az állam "ékszerei" – a katonai és a politikai vezetők, akik előmozdították az Unió ügyét az amerikai polgárháború idején.
Róma nagyrabecsülte Cornelia makulátlan erényeit, és amikor – magas kort érve meg – elhunyt, a város megszavazta, hogy szobrot emeljenek a tiszteletére.

## Fordítás
- Ez a szócikk részben vagy egészben  a   Cornelia Africana című angol Wikipédia-szócikk fordításán alapul.  Az eredeti cikk szerkesztőit annak laptörténete sorolja fel. Ez a jelzés csupán a megfogalmazás eredetét és a szerzői jogokat jelzi, nem szolgál a cikkben szereplő információk forrásmegjelöléseként.